# Kiezpark Schönagelstraße
Der Kiezpark Schönagelstraße ist eine barrierefreie Parkanlage im Berliner Ortsteil Marzahn des Bezirks Marzahn-Hellersdorf.

## Geschichte

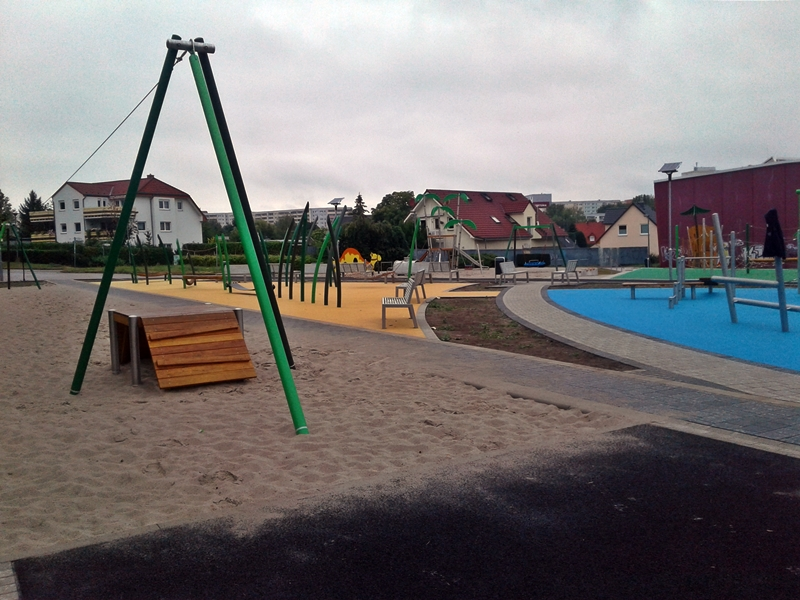
Kiezpark Schönagelstraße

In den letzten Jahren sind in Marzahn-Mitte ca. 250 neue Wohnungen am Blumberger Damm und eine Gemeinschaftsunterkunft für ca. 1000 Geflüchtete entstanden. Deshalb hat sich der Bezirk Marzahn-Hellersdorf entschieden für die neuen Bewohner auf einer wenig genutzten Grünfläche zwischen der Sportanlage Schönagelstraße und der Gemeinschaftsunterkunft Flüchtlinge einen neuen Kiezpark zu bauen. Im November 2017 gab es dazu drei Workshops für die Planungen des neuen Kiezparks, an den sich Bewohner der Gemeinschaftsunterkünfte, Vereinsakteure und viele Kinder beteiligten. Der Park entstand im Rahmen des Stadtumbau Ost zwischen den Jahren 2018 und 2019 nach den Regeln des Designs für alle, dieser kann von Menschen jeden Alters und mit unterschiedlichen Fähigkeiten genutzt werden und bei der Planung wurde auf die Barrierefreiheit geachtet. Mit dem Behindertenbeauftragten wurden die Wege und -beläge sowie der Zugang zu den Spielgeräten so gestaltet, dass die Menschen mit Handicap uneingeschränkt dort spielen können. Für Rollstuhlfahrern sind für bessere Befahrbarkeit große Teile der Fallschutzräume mit Kunststoff belegt. Das Parkgelände weist verschiedene Höhenunterschiede auf, um eine barrierefreie Parkanlage zu schaffen, wurde deshalb eine Neumodellierung mit Stützmauern nötig. Die Mauerelemente bilden Sitzblöcke in verschiedenen Höhen und Varianten.
Es entstanden die Themenbereiche: Wüste & Steppe für 2- bis 6-Jährige, eine Wald und Wiese mit einem Kletterparcours für 6- bis 12-Jährige, eine Graslandschaft für jedes Lebensalter mit generationenübergreifendem Sportangebot, ein Dschungel für 12- bis 16-Jährige mit Angeboten zum Chillen und Sport treiben und eine Rasenbühne für Gespräche und Entspannung. Außerdem für 3- bis 12-Jährige einen Rutschenturm und ein Spielband mit Seilbahn und Slalomstrecke, sowie einen Naschgarten. Am 3. September 2019 wurde der neue Kiezpark offiziell um 16:00 Uhr mit Nachbarn, Groß und Klein mit Musik, Kuchen und mit Spielangeboten eingeweiht.